# Пиріжок Тетяна Андріївна
Тетя́на Андрі́ївна Пиріжо́к (нар. 19 березня 1978, Львів, УРСР) — українська дикторка, ведуча, акторка кіно, телебачення, дубляжу та озвучування, співачка, колишня радіоведуча. В різні роки розділяла разом з відомими дикторками трійку найпопулярніших жіночих голосів української реклами.

## Біографія
Тетяна народилася 19 березня 1978 року у Львові. Батько — Андрій Пиріжок, мати — Ольга Пиріжок. Має доньку Павліну. Навчалася у Львівському державному музичному училищі ім. С. Людкевича. У 2003 році закінчила Українську академію друкарства. Свій псевдонім «Тетяна Львова» запозичила у назви свого рідного міста. В теперішній час не використовує псевдонімів, а працює під своїм справжнім ім'ям. Вона майстерна радіоведуча, акторка дубляжу фільмів та озвучення рекламних роликів.

## Творчість
Після закінчення Львівського державного музичного училища ім. С. Людкевича, працювала радіоведучою на різних українських радіо. В 2008 році закінчила працювати радіоведучою. Була брендвойсом декількох українських телеканалів, зокрема каналу «MTV Україна» з 2008 року до самого його закриття і заміни на телеканал «Zoom», на якім вона теж працювала брендвойсом. Знімається в кіно. Також вона ведуча телеканалу «Київ», вела телепрограму «Блог по-київськи: Без помади». Виконує дитячі пісні для українських дитячих телеканалів та для YouTube-каналу «Першосвіт». Озвучує рекламні відео-ролики, аудіокниги, також дублює та озвучує кіно-продукцію. Її найвідоміша роль у дубляжі — фея Розета з серії фільмів «Феї» від Disney. Зараз вона один із найзатребуваніших дикторських голосів України. На професійну тему про дикторство та озвучення дала чимало інтерв'ю, декілька із них дала Марті Мольфар зі своїм колегою по професії Андрієм Середою.

### Фільмографія
| Рік  |    | Українська назва     | Оригінальна назва       | Роль                                     |
| ---- | -- | -------------------- | ----------------------- | ---------------------------------------- |
| 2011 | ф  | Вільна енергія Тесли | Свободная энергия Теслы | репортер (головна роль)                  |
| 2011 | с  | Повернення Мухтара-7 | Возвращение Мухтара-7   | Смоліна (епізод)                         |
| 2013 | кф | Гості мого дому      |                         | жіночий голос (озвучування)              |
| 2016 | мс | Марійчин першосвіт   |                         | оповідачка (озвучування)                 |
| 2016 | кф | Шнурки               |                         | жіночий голос (озвучування)              |
| 2017 | с  | Жіночий лікар-3      | Женский доктор-3        | злодійка (епізод)                        |
| 2018 | ф  | Пригоди S Миколая    |                         | голосовий асистент Миколая (озвучування) |

### Дублювання та озвучення
- Феї — Крістін Ченовет/Розета (дубляж, «Невафільм Україна»)
- Феї: Загублений скарб — Крістін Ченовет/Розета (дубляж, «LeDoyen»)
- Феї: Фантастичний порятунок — Крістін Ченовет/Розета (дубляж, «LeDoyen»)
- Змагання у Долині Фей — Меґан Гілті/Розета (дубляж, «LeDoyen»)
- Таємниця магічних крил — Меґан Гілті/Розета (дубляж, «LeDoyen»)
- Феї: Таємниця піратського острова — Меґан Гілті/Розета (дубляж, «LeDoyen»)
- Феї і легенда загадкового звіра — Меґан Гілті/Розета (дубляж, «LeDoyen»)
- Ігри влади — Рейчел МакАдамс/Делла Фрай (дубляж, «LeDoyen»)
- Друзі по сексу — жіночі епізоди (дубляж, «LeDoyen»)
- Клятва — Джессіка МакНемі/Ґвен Торнтон (дубляж, «LeDoyen»)
- Стажери — жіночі епізоди та гуртівка (дубляж, «Постмодерн»)
- Вілсон — жіночі епізоди та гуртівка (дубляж, «Постмодерн»)
- Нестерпні леді — Шей Мітчелл/Тіна (багатоголосе закадрове озвучення)
- Сталева тривога! — всі жіночі ролі (двоголосе закадрове озвучення, «ISP Film» для телеканалу «QTV»)
- Бівіс і Батхед — всі жіночі ролі (двоголосе закадрове озвучення, «MTV Україна»)
- Zombie Hotel — жіночі та дитячі ролі (російське багатоголосе закадрове озвучення, «HitLab»)

### Робота на радіо
Протягом десяти років працювала радіоведучою на багатьох радіо:
- «Люкс FM Львів» (1998—1999);
- «Львівська Хвиля» (1999—2001);
- «Авто FM Львів» (2001—2002);
- «Авто FM Одеса» (2002—2003);
- «Люксен Львів»[8] (2003—2005);
- «Просто Раді.О Одеса» (2005—2006);
- «Хіт FM» (2006—2008)

### Brand Voice
Була брендвойсом таких телеканалів:
- «MTV Україна»[9] (2008—2012);
- «Піксель TV» (2012—2014);
- «Zoom» (2013—2014)

### Озвучення реклами

#### Українською мовою
- «L'Oréal Paris»
- «Lancôme»
- «Maybelline New York»
- «Guerlain Givenchy»
- «Фармак»
- «Schauma»
- «Растішка»
- «Orbit»
- «Giorgio Armani»
- «Nescafé»
- «Lenor»
- «Tuborg»
- «Перепілка»
- «Borjomi»
- «Intertop»
- «Карсил»
- «Always»
- «Yves Saint Laurent»
- «Palette»
- «Корона»
- «Glovo»
- «Моршинська»
- «Paradontax»
- «Libresse»
- «Shwartskopf»
- «Fa»
- «Garnier»
- «Чудо»
- «Lifemine»
- «Philips»
- «Фокстрот»
- «TRESemmé»
- «Skechers»
- «Tuborg»

тощо

#### Російською мовою
- «Перепілка»
- «Borjomi»
- «System Capital Management»
- «Levante»
- «Nestlé»
- «PlayDoh»
- «Equestria Girls»